# 白髪山古墳

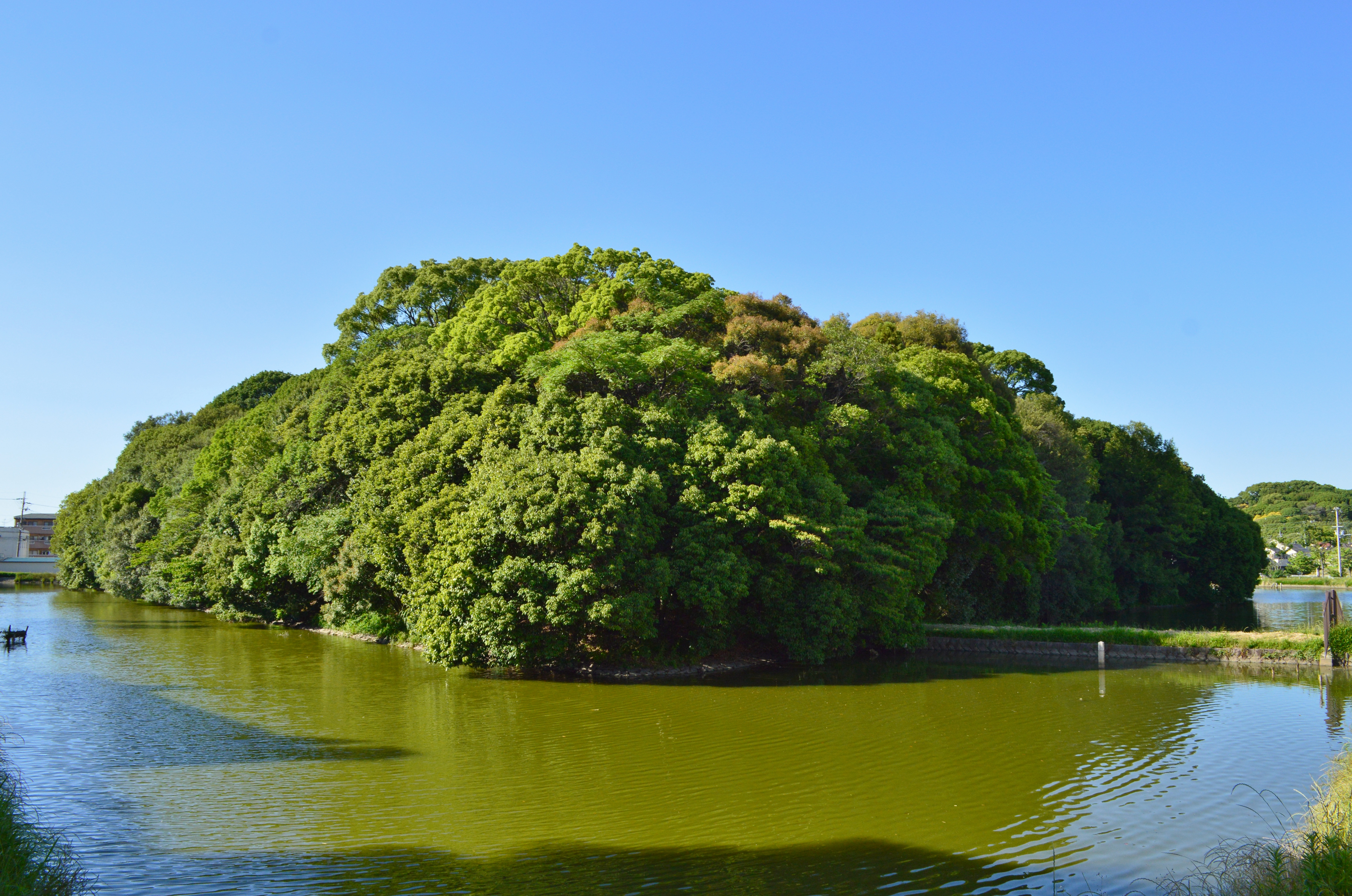
墳丘全景（左に前方部、右奥に後円部）

白髪山古墳（しらがやまこふん）は、大阪府羽曳野市西浦6丁目にある古墳。形状は前方後円墳。古市古墳群の南西端に位置する。
実際の被葬者は明らかでないが、宮内庁により「河内坂門原陵（こうちのさかどのはらのみささぎ）」として第22代清寧天皇の陵に治定されている。

## 概要

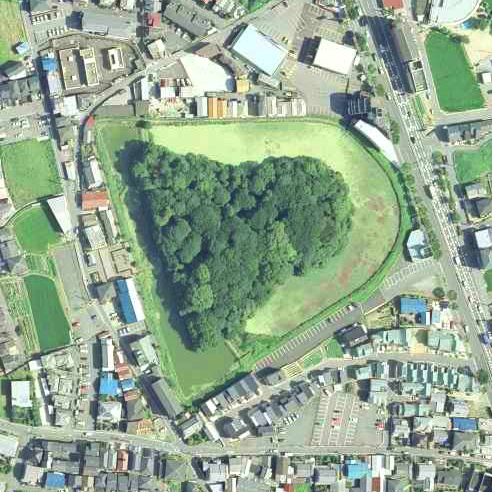
白髪山古墳の空中写真。

白髪山古墳は、墳丘の長さ115m、前方部の幅128m・高さ11m、後円部は直径63m・高さ10.5mの前方後円墳である。
この古墳は、前方部の幅が後円部の幅の約2倍あり、前方部が大きいのが特徴である。
この古墳の名称は、被葬者とされる清寧天皇が生まれながら白髪であり、白髪大倭根子命（しらがのおおやまとねこのみこと：古事記）と名づけられていたことに由来する。
出土した円筒埴輪の破片の特徴から、6世紀前半に築造されたものと考えられている。
宮内庁によって清寧天皇陵に治定されており、拝所が前方部正面の濠の外にある。
なお、福岡県行橋市にある八雷古墳は、この白髪山古墳の設計を縮小して築造したと推定されている。

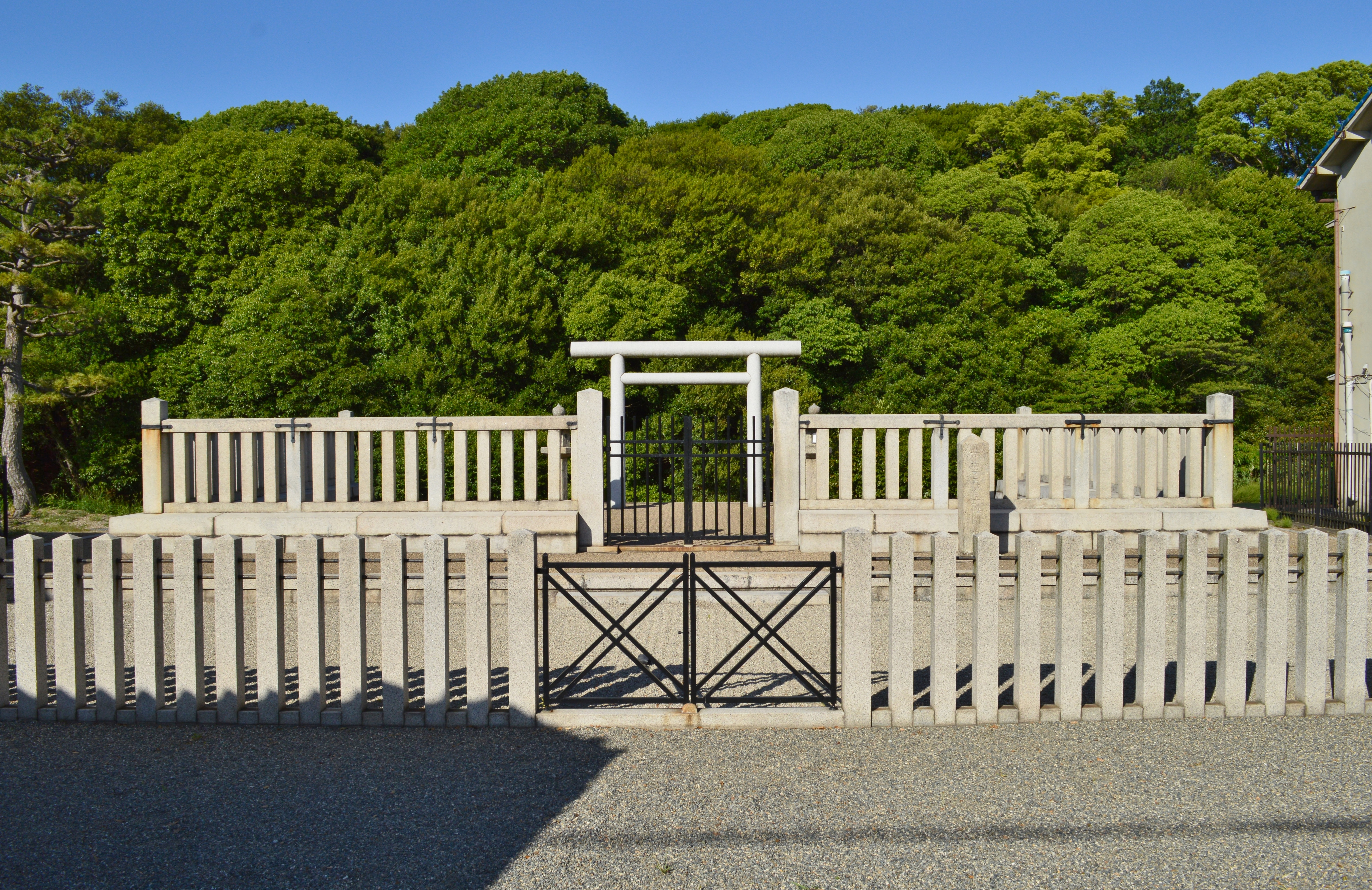
清寧天皇河内坂門原陵 拝所